# Tadeusz Nalewajk
Tadeusz Nalewajk (ur. 3 sierpnia 1956 w Pułtusku) – polski samorządowiec, polityk, urzędnik państwowy. W latach 2009–2015 podsekretarz stanu w Ministerstwie Rolnictwa i Rozwoju Wsi, w latach 2007–2008 podsekretarz stanu w Ministerstwie Spraw Wewnętrznych i Administracji, były skarbnik NKW Polskiego Stronnictwa Ludowego.

## Życiorys
Ukończył w 1975 Liceum Ogólnokształcące im. Piotra Skargi w Pułtusku, następnie w 1977 Studium Weterynaryjne w Sokołowie Podlaskim. Tytuł zawodowy magistra inżyniera rolnictwa uzyskał w 1982 na Akademii Rolniczo-Technicznej w Olsztynie. Absolwent Studium Samorządu Terytorialnego i Rozwoju Lokalnego Uniwersytetu Warszawskiego (1996) oraz wyższego kursu obronnego na Akademii Obrony Narodowej w Rembertowie (2000).
W latach 80. pracował na stanowisku inspektora w Urzędzie Miasta i Gminy w Pułtusku. W latach 1990–1998 pełnił funkcję zastępcy burmistrza Pułtuska. Od 1999 do 2007 zajmował stanowisko starosty pułtuskiego, zasiadał również w radzie powiatu. Od 2002 przewodniczył Konwentowi Powiatów Województwa Mazowieckiego. W latach 2005–2007 był wiceprezesem, a od kwietnia 2007 prezesem zarządu Związku Powiatów Polskich.
Zasiadł we władzach krajowych i regionalnych Związku Ochotniczych Straży Pożarnych Rzeczypospolitej Polskiej, należy do Polskiego Stronnictwa Ludowego (od 1 grudnia 2012 do 20 listopada 2015 pełnił funkcję skarbnika naczelnego komitetu wykonawczego tej partii), jest honorowym prezesem zarządu koła Polskiego Związku Wędkarskiego, członkiem rejonowej rady reprezentantów PCK.
Od 29 listopada 2007 do 4 stycznia 2008 zajmował stanowisko podsekretarza stanu w Ministerstwie Spraw Wewnętrznych i Administracji, następnie był zastępcą burmistrza w Nasielsku. 26 marca 2009 został podsekretarzem stanu w Ministerstwie Rolnictwa i Rozwoju Wsi. Odwołany z tego stanowiska w listopadzie 2015.
W 2007, 2011 i 2015 kandydował do Sejmu z listy PSL. W 2018 i 2024 uzyskiwał mandat radnego powiatu pułtuskiego. W obu kadencjach obejmował funkcję przewodniczącego rady. W 2016 wszedł w skład rady nadzorczej Instytucji Filmowej „MAX-FILM”. W 2019 ubiegał się o mandat senatora X kadencji, przegrywając z jedynym konkurentem, Robertem Mamątowem z PiS.
W 2015 został odznaczony Odznaką Honorową za Zasługi dla Samorządu Terytorialnego. W 2003 otrzymał Srebrny Krzyż Zasługi.
Ojciec Adama Nalewajka.